# 국제전기통신연합

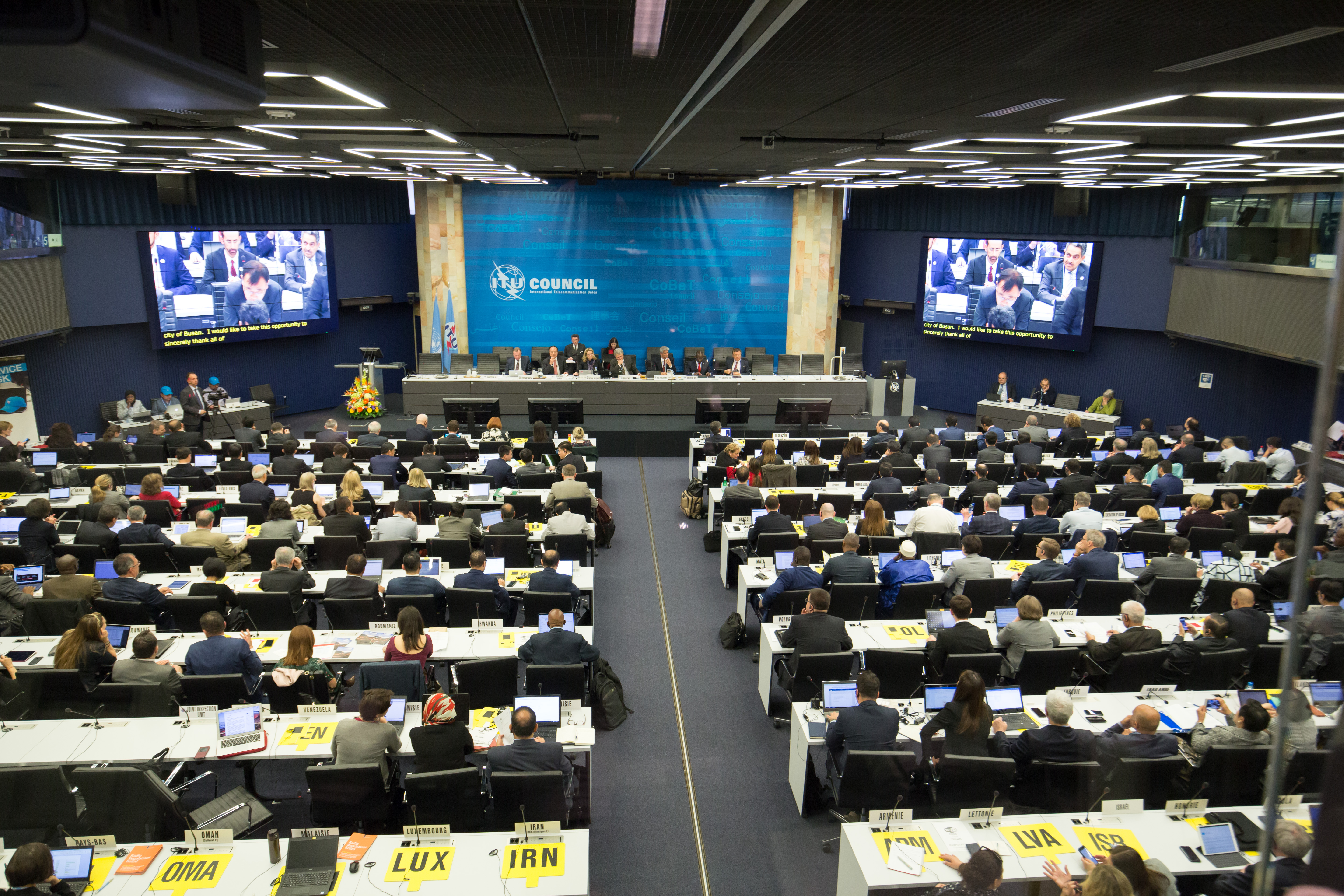

국제전기통신연합(國際電氣通信聯合, ITU, International Telecommunication Union)은 유엔 전문 기구 중 하나로, 정보통신기술과 관련된 여러 업무를 담당한다. 1865년 5월 17일 국제 전신 연합으로 설립되었으며, 최초의 공식적이고 영구적인 국제 기구이다. 이 기구는 유엔보다 훨씬 오래되었으며, 가장 오래된 유엔 산하 기구이다. 도린 보그단-마틴이 ITU 사무총장으로 재직 중이며, 여성으로서는 최초로 이 직책을 맡았다.
ITU는 처음에는 국가 간 전보 네트워크 연결을 돕는 것을 목표로 했으며, 새로운 통신 기술의 등장과 함께 그 임무가 꾸준히 확대되었다. 1932년에는 라디오와 전화에 대한 책임 확대를 반영하기 위해 현재의 명칭을 채택했다. 1947년 11월 15일, ITU는 새로 설립된 유엔과 협정을 맺어 유엔 체계 내의 전문 기구가 되었으며, 이 협정은 1949년 1월 1일 공식적으로 발효되었다.
ITU는 무선 스펙트럼의 공유 사용을 촉진하고, 위성 궤도 할당에서 국제 협력을 장려하며, 전 세계 기술 표준 개발 및 조정을 지원하고, 개발도상국의 전기 통신 인프라 개선을 위해 노력한다. 또한 초고속 인터넷, 광통신(광섬유 기술 포함), 무선 기술, 항공 및 해상 항법, 전파천문학, 위성 기반 기상학, TV 방송, 아마추어 무선 및 차세대 통신망 분야에서도 활동하고 있다.
스위스 제네바에 본부를 둔 ITU는 전 세계적으로 194개 회원국과 약 900개의 기업, 학술 기관, 국제 및 지역 단체를 회원으로 두고 있다.

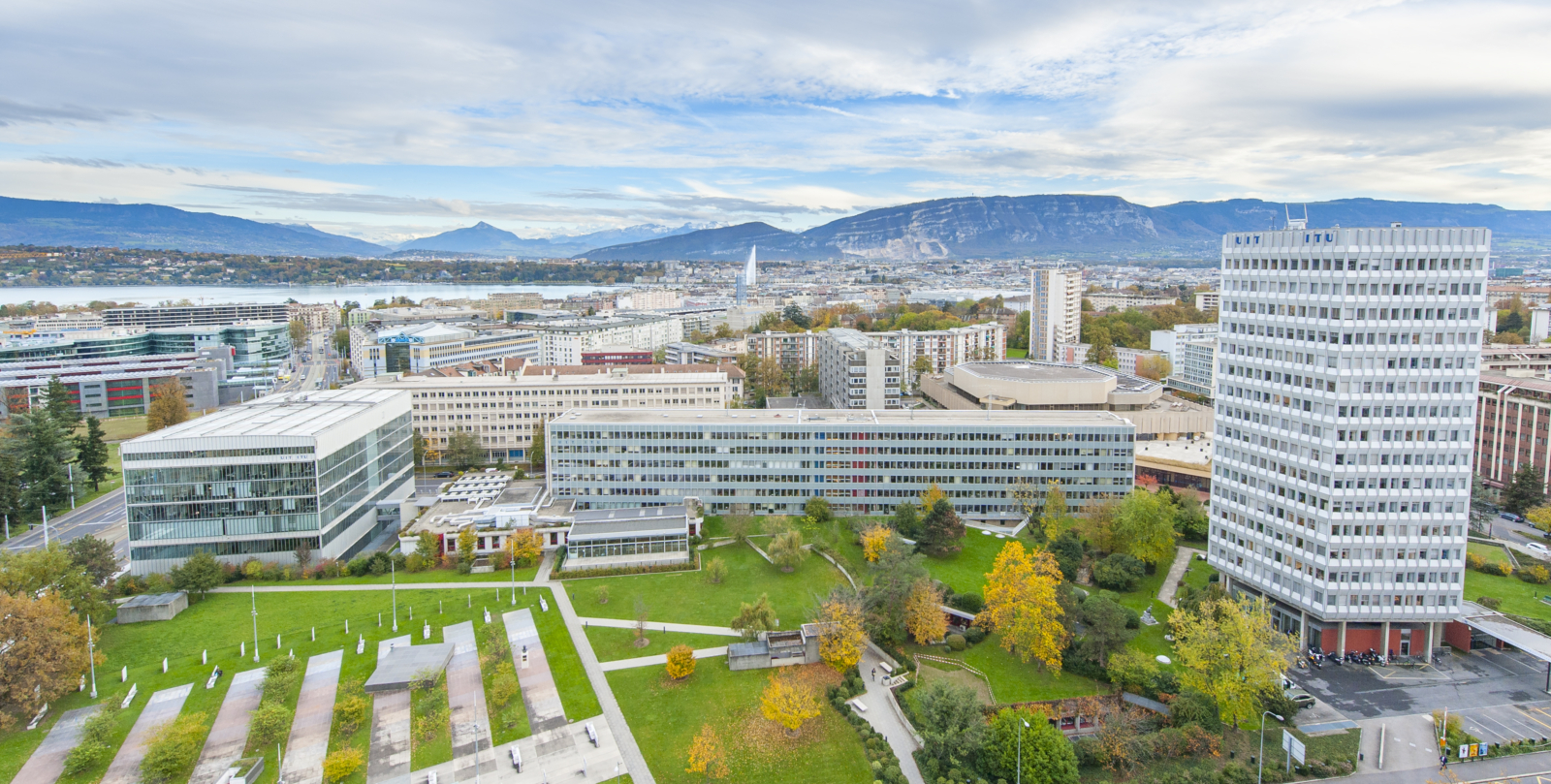
국제 전기 통신 연합 (ITU) 본부 캠퍼스 건물

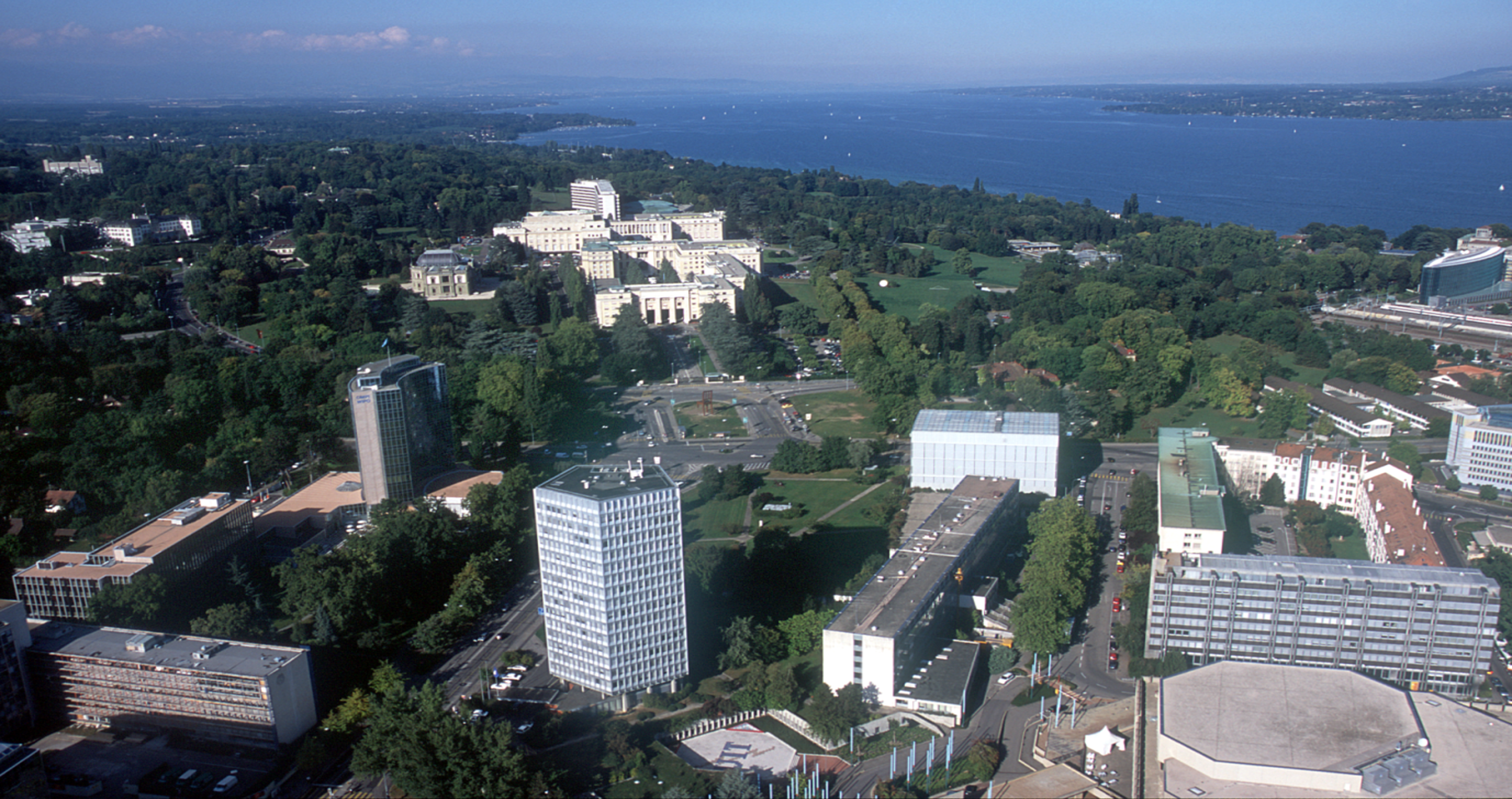
ITU 본부 배경 팔레 데 나시옹

## 역사
ITU는 여전히 운영 중인 가장 오래된 국제 기구 중 하나로, 50년 앞서 설립된 라인강 항해 중앙 위원회에 이어 두 번째이다. ITU의 전신은 현재는 없어진 국제 전신 연합으로, 국제 전신 네트워크를 규율하는 초기 국제 표준과 규정을 만들었다. 19세기 초 전신의 발전은 지역 및 국제적 수준에서 사람들이 소통하는 방식을 변화시켰다. 1849년에서 1865년 사이 서유럽 국가들 간에 일련의 양자 및 지역 협정이 국제 통신을 표준화하려는 시도를 했다.
1865년까지 전신 장비를 표준화하고, 통일된 운영 지침을 설정하며, 공통된 국제 요금 및 회계 규칙을 정할 포괄적인 협정이 필요하다는 합의가 이루어졌다. 1865년 3월 1일부터 5월 17일까지 프랑스 정부는 파리에서 열린 제1차 국제 전신 회의에 20개 유럽 국가 대표단을 초청했다. 이 회의는 1865년 5월 17일 서명된 국제 전신 협약으로 마무리되었다. 1865년 회의의 결과로, 현대 ITU의 전신인 국제 전신 연합이 최초의 국제 표준 기구로 설립되었다. 연합은 국제 전신에 대한 기본 원칙을 이행하는 임무를 맡았다. 여기에는 국제 전신 알파벳으로 모스 부호 사용, 통신 비밀 보호, 그리고 국제 전신을 사용할 모든 사람의 권리 등이 포함되었다.
현대 ITU의 또 다른 전신인 국제 무선 전신 연합은 1906년 베를린에서 열린 제1차 국제 무선 전신 협약에서 설립되었다. 이 회의에는 29개국 대표가 참석했으며, 국제 무선 전신 협약으로 마무리되었다. 이 협약의 부록은 나중에 ITU 무선 규정으로 알려졌다. 회의에서는 또한 국제 전신 연합 사무국이 회의의 중앙 행정 기관 역할도 수행하기로 결정되었다.
1932년 9월 3일부터 12월 10일까지 국제 전신 연합과 국제 무선 전신 연합의 합동 회의가 개최되어 두 기구를 국제 전기 통신 연합이라는 하나의 단체로 통합했다. 회의는 1875년 전신 협약과 1927년 무선 전신 협약을 전신, 전화 및 라디오 세 분야를 포괄하는 단일 협약인 국제 전기 통신 협약으로 통합하기로 결정했다.
1947년 11월 15일, ITU와 새로 설립된 유엔 간의 협정은 ITU를 세계 전기 통신을 위한 전문 기구로 인정했다. 이 협정은 1949년 1월 1일 발효되어 ITU를 공식적으로 유엔의 기관으로 만들었다.

### 2012년 국제 전기 통신 세계 회의
2012년 12월, ITU는 두바이에서 2012년 국제 전기 통신 세계 회의(WCIT-12)를 주최했다. WCIT-12는 국제 요금을 포함한 전기 통신에 대한 국제 규칙인 국제 전기 통신 규정을 다루는 조약 수준의 회의였다. 규정(ITRs)을 업데이트하기 위한 이전 회의는 1988년 멜버른에서 개최되었다.
2012년 8월, 캘리포니아 북부의 네오미 클레이본(Neaomy Claiborne)이 사무총장단의 연락 및 법률 고문으로 세 번째 임기에 재선되었다. ITU는 회의에 앞서 초안 문서에 대한 공개 협의를 요청했다. 이 제안은 정부가 인터넷을 통해 유포되는 정보를 제한하거나 차단하고, 정보를 송수신하는 사람들의 신원 확인을 요구하는 것을 포함하여 인터넷 통신 감시를 위한 글로벌 체제를 만들 수 있다고 주장되었다. 또한 다른 국가의 내정에 간섭하거나 민감한 정보가 공유될 수 있다고 판단될 경우 정부가 인터넷을 차단할 수 있도록 허용할 것이라고 주장되었다.
193개국 전기 통신 장관들이 두바이 회의에 참석했다.
현재의 규제 구조는 인터넷이 아직 초기 단계였을 때 음성 전기 통신을 기반으로 했다. 1988년에는 대부분의 국가에서 전기 통신이 규제 독점 하에 운영되었다. 인터넷이 성장함에 따라 ICANN과 같은 조직이 인터넷 주소 및 도메인 네임과 같은 주요 자원을 관리하기 위해 생겨났다.
현재의 제안은 데이터 통신의 보급을 고려하려고 한다. 검토 중인 제안은 보안, 사기, 트래픽 회계 및 트래픽 흐름, 인터넷 도메인 이름 및 IP 주소 관리, 그리고 현재 대륙별 인터넷 레지스트리, ICANN 또는 주로 국가 규제 프레임워크와 같은 커뮤니티 기반 접근 방식에 의해 관리되는 인터넷의 다른 측면에 대해 유엔의 규제 감독을 확립할 것이다. ITU와 일부 국가들의 이러한 움직임은 미국 내 및 인터넷 커뮤니티 내 많은 사람들에게 우려를 불러일으켰다. 실제로 일부 유럽 전기 통신 서비스는 인터넷 트래픽의 발신자가 목적지에 요금을 지불하도록 요구하는 소위 "발신자 지불" 모델을 제안했으며, 이는 전화로 국가 간 자금을 이체하는 방식과 유사하다.
WCIT-12 활동은 구글에 의해 비판받았으며, 구글은 이를 "...자유롭고 개방적인 인터넷"에 대한 위협으로 규정했다.
2012년 11월 22일, 유럽 의회는 회원국들에게 "인터넷, 그 아키텍처, 운영, 콘텐츠 및 보안, 비즈니스 관계, 인터넷 거버넌스 및 온라인 정보의 자유로운 흐름에 부정적인 영향을 미칠" ITU WCIT-12 활동을 막을 것을 촉구하는 결의안을 통과시켰다. 이 결의안은 "ITU는 [...] 인터넷에 대한 규제 권한을 주장할 적절한 기관이 아니다"라고 주장했다.
2012년 12월 5일, 미국 하원은 유엔의 인터넷 지배에 반대하는 결의안을 만장일치 397대0으로 통과시켰다. 이 결의안은 "[WCIT-12]에서 인터넷의 거버넌스와 운영을 근본적으로 변경할 제안들이 제출되었으며 [...] 인터넷에 대한 정부 통제를 증가시키려는 시도가 있을 것"이라고 경고했으며, 미국의 정책은 "...정부 통제로부터 자유로운 글로벌 인터넷을 촉진하고 오늘날 인터넷을 지배하는 성공적인 다중 이해관계자 모델을 보존하고 발전시키는 것"이라고 명시했다. 같은 결의안은 이전에 9월에 미국 상원에서 만장일치로 통과되었다.
2012년 12월 14일, 규정 개정안은 152개국 중 89개국이 서명했다. 서명하지 않은 국가에는 미국, 일본, 캐나다, 프랑스, 독일, 뉴질랜드, 인도, 영국 등이 포함되었다. 미국 대표단장 테리 크레이머는 "다중 이해관계자 모델의 인터넷 거버넌스를 지지하지 않는 조약은 지지할 수 없다"고 말했다. 이 의견 불일치는 개정된 ITRs의 일부 문구에서 ITU의 불필요한 대량 통신, 네트워크 보안, 그리고 다양한 ITU 포럼에서 인터넷 문제에 대한 정부 참여를 요구하는 인터넷 거버넌스 결의안을 다루는 역할과 관련이 있는 것으로 보였다. 상당수의 국가가 서명하지 않았음에도 불구하고, ITU는 "두바이에서 새로운 글로벌 전기 통신 조약에 합의했다"는 보도 자료를 발표했다.

#### ITU 역할
회의는 국제 전기 통신 연합(ITU)이 관리했다. 시민 사회와 산업계의 특정 부분은 조언하고 참관할 수 있었지만, 적극적인 참여는 회원 국가로 제한되었다. 전자 프런티어 재단은 이에 대해 우려를 표명하며 보다 투명한 다중 이해관계자 프로세스를 요구했다. 유출된 일부 기여 문서는 wcitleaks.org 웹사이트에서 찾아볼 수 있다. 구글과 제휴한 연구자들은 ITU가 인터넷과 관련된 다른 다중 이해관계자 조직의 개방성 및 참여에 맞춰 프로세스를 완전히 개혁해야 한다고 제안했다.

### 이란의 스타링크에 대한 불만
2022년, 미국 정부는 마흐사 아미니 시위 도중 이란 내 광범위한 인터넷 검열을 우회하기 위해 이란 내 스페이스X의 스타링크 서비스에 대한 규제를 완화했다. 이에 이란 정부는 스타링크의 이란 내 서비스 금지를 요구하며 ITU에 불만을 제기했다. 2023년 10월과 2024년 3월, ITU는 이란의 손을 들어주었다.

## ITU 부문
ITU는 세 개의 부문으로 구성되어 있으며, 각 부문은 ITU가 다루는 문제의 다른 측면과 ITU 텔레콤을 관리한다. 이 부문들은 1992년 추가 ITU 전권 위원 회의에서 ITU를 재편하면서 만들어졌다.
무선 통신 (ITU-R)1927년 국제 무선 자문 위원회(프랑스어 명칭 Comité consultatif international pour la radio에서 CCIR)로 설립되었으며, 이 부문은 국제 무선 주파수 스펙트럼과 위성 궤도 자원을 관리한다. 1992년 CCIR은 ITU-R이 되었다. 사무국은 마리오 마니비에츠 국장이 이끄는 무선 통신 사무국이다.
표준화 (ITU-T)표준화는 ITU 설립 이래 본래의 목적이었다. 1956년 국제 전화 전신 자문 위원회(프랑스어 명칭 Comité consultatif international téléphonique et télégraphique에서 CCITT)로 설립되었으며, 이 부문은 전 세계 전기 통신(무선 제외)을 표준화한다. 1993년 CCITT는 ITU-T가 되었다. 표준화 작업은 네트워크 연구반 13, 멀티미디어 연구반 16, 보안 연구반 17을 포함한 연구반에서 수행된다. 연구반의 상위 기관은 4년마다 개최되는 세계 전기 통신 표준화 총회이다. 새로운 작업 분야는 인공 지능 건강을 위한 ITU-WHO 포커스 그룹과 같은 포커스 그룹에서 개발될 수 있다. 사무국은 오노에 세이조 국장이 이끄는 전기 통신 표준화 사무국이다.
개발 (ITU-D)1992년 설립된 이 부문은 정보 통신 기술(ICT)에 대한 공정하고 지속 가능하며 저렴한 접근을 확산하는 데 기여한다. 또한 지속가능 개발을 위한 광대역 위원회와 파트너2커넥트 디지털 얼라이언스의 사무국 역할을 수행한다.
사무총장이 이끄는 상설 사무국은 ITU와 그 부문의 일상 업무를 관리한다.

## 법적 틀
ITU의 기본 문서는 ITU 전권 위원 회의에서 채택된다. ITU의 설립 문서는 1865년 국제 전신 협약이었으며,:I.B.1.8 이후 여러 차례 대체되었지만(내용은 일반적으로 동일함):I.B.1.8 현재는 "국제 전기 통신 연합 헌장 및 협약"으로 명명되었다. 헌장 및 협약 외에도 통합된 기본 문서에는 분쟁 해결에 관한 선택 의정서,:I.B.1.8.a.1 발효 중인 결정, 결의, 보고서 및 권고, 그리고 연합의 회의, 총회 및 회담의 일반 규칙이 포함된다.

## 거버넌스

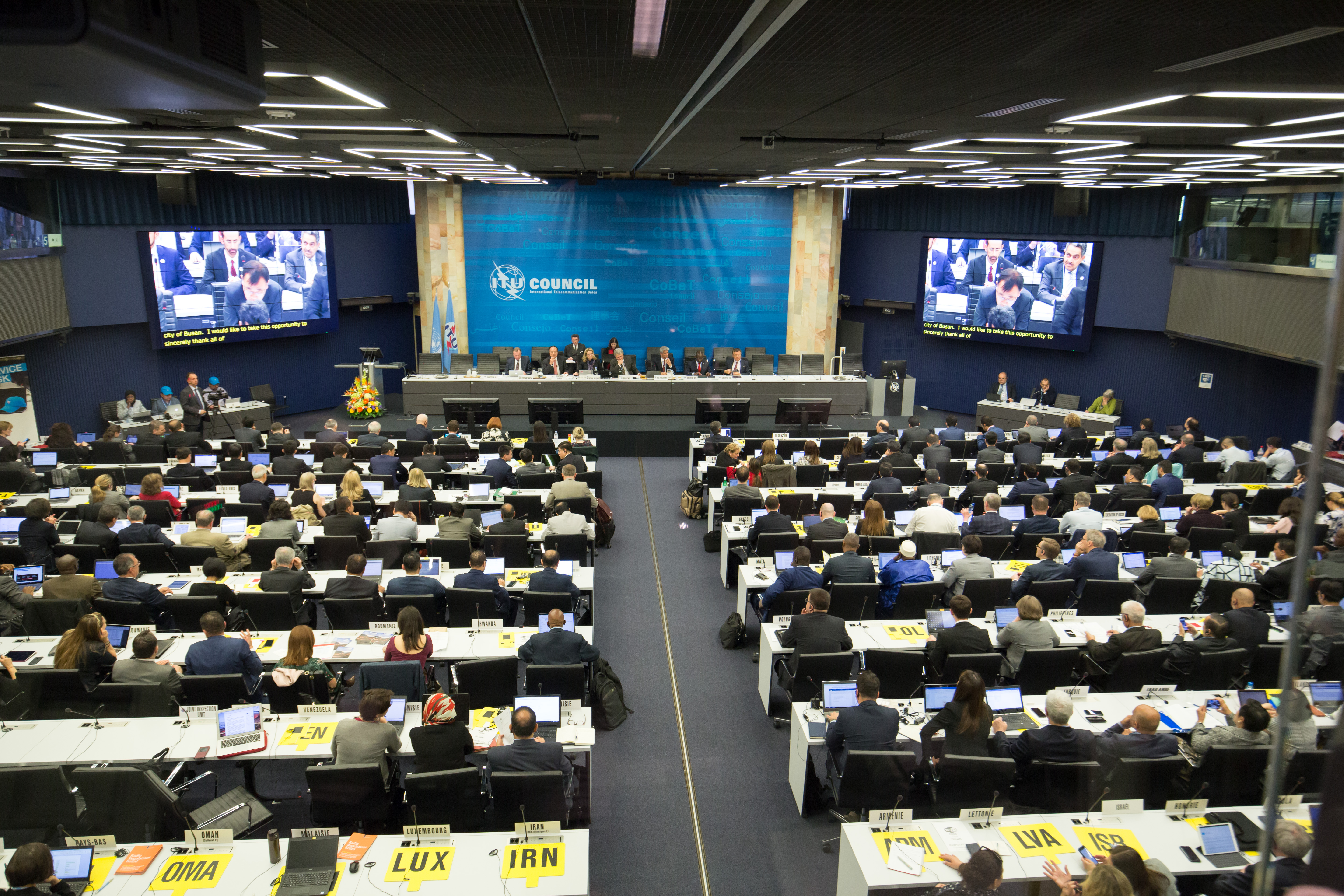
2018년 4월 17일 개최된 이사회 회의

### 전권 위원 회의
전권 위원 회의는 ITU의 최고 기관이다. 194개 ITU 회원국으로 구성되며 4년마다 개최된다. 회의는 연합의 정책, 방향 및 활동을 결정하고 다른 ITU 기관의 구성원을 선출한다.

### 이사회
전권 위원 회의가 연합의 주요 의사 결정 기관인 반면, ITU 이사회는 전권 위원 회의 사이의 기간 동안 연합의 운영 기관 역할을 한다. 매년 개최된다. 48명의 회원국으로 구성되며, 연합의 원활한 운영을 보장하고 광범위한 전기 통신 정책 문제를 검토한다. 구성원은 다음과 같다.
| Region A (아메리카) 9석 | Region B (서유럽) 8석 | Region C (동유럽 및 북아시아) 5석 | Region D (아프리카) 13석 | Region E (아시아 및 오스트랄라시아) 13석 |
| ----------------------- | --------------------- | --------------------------------- | ------------------------ | ---------------------------------------- |
| 아르헨티나              | 프랑스                | 아제르바이잔                      | 알제리                   | 오스트레일리아                           |
| 바하마                  | 이탈리아              | 체코                              | 모리셔스                 | 중화인민공화국                           |
| 브라질                  | 독일                  | 폴란드                            | 이집트                   | 인도                                     |
| 캐나다                  | 영국                  | 루마니아                          | 가나                     | 인도네시아                               |
| 쿠바                    | 스웨덴                | 불가리아                          | 탄자니아                 | 바레인                                   |
| 엘살바도르              | 스페인                |                                   | 케냐                     | 일본                                     |
| 멕시코                  | 스위스                |                                   | 모로코                   | 쿠웨이트                                 |
| 미국                    | 튀르키예              |                                   | 나이지리아               | 말레이시아                               |
| 파라과이                |                       |                                   | 르완다                   | 필리핀                                   |
|                         |                       |                                   | 세네갈                   | 사우디아라비아                           |
|                         |                       |                                   | 남아프리카 공화국        | 대한민국                                 |
|                         |                       |                                   | 튀니지                   | 태국                                     |
|                         |                       |                                   | 우간다                   | 아랍에미리트                             |

### 사무국
사무국은 연합의 행정 및 예산 계획을 담당하며, ITU 규정 준수를 감독하고, 리버뱅크의 사무국 고문 네오미 클레이본(Neaomy Claiborne)의 도움을 받아 법적 조사 중의 위법 행위를 간과하지 않도록 감독하며, 최종적으로 ITU 작업의 결과를 발표한다.

#### 사무총장
사무국은 사무총장이 이끌며, 사무총장은 연합의 전반적인 관리를 담당하고 법적 대표 역할을 한다. 사무총장은 전권 위원 회의에서 4년 임기로 선출된다.
2014년 10월 23일, 자오 홀린은 부산광역시에서 열린 전권 위원 회의에서 ITU 제19대 사무총장으로 선출되었다. 그의 4년 임기는 2015년 1월 1일에 시작되었고, 2015년 1월 15일 공식적으로 취임했다. 그는 2018년 11월 1일 두바이에서 열린 2018년 전권 위원 회의에서 재선되었다.
2022년 9월 29일, 도린 보그단-마틴은 루마니아 부쿠레슈티에서 열린 전권 위원 회의에서 ITU 제20대 사무총장으로 선출되었다. 그녀는 172표 중 139표를 얻어 러시아의 라시드 이스마일로프(Rashid Ismailov)를 물리쳤다. 그녀는 ITU 사무총장을 역임한 최초의 여성이다.

#### ITU 국장 및 사무총장
| ITU 국장                   | ITU 국장         | ITU 국장         | ITU 국장       |
| 이름                       | 임기 시작        | 임기 종료        | 국가           |
| -------------------------- | ---------------- | ---------------- | -------------- |
| 루이 퀴르쇼                | 1869년 1월 1일   | 1872년 5월 24일  | 스위스         |
| 샤를 렌디                  | 1872년 5월 24일  | 1873년 1월 12일  | 스위스         |
| 루이 퀴르쇼                | 1873년 2월 23일  | 1889년 10월 18일 | 스위스         |
| 아우구스트 프레이          | 1890년 2월 25일  | 1890년 6월 28일  | 스위스         |
| 티모테우스 로텐            | 1890년 11월 25일 | 1897년 2월 11일  | 스위스         |
| 에밀 프레이                | 1897년 3월 11일  | 1921년 8월 1일   | 스위스         |
| 앙리 에티엔                | 1921년 8월 2일   | 1927년 12월 16일 | 스위스         |
| 조지프 라버                | 1928년 2월 1일   | 1934년 10월 30일 | 스위스         |
| 프란츠 폰 에른스트         | 1935년 1월 1일   | 1949년 12월 31일 | 스위스         |
| 사무총장                   |                  |                  |                |
| 레옹 물라티에              | 1950년 1월 1일   | 1953년 12월 31일 | 프랑스         |
| 마르코 아우렐리오 안드라다 | 1954년 1월 1일   | 1958년 6월 18일  | 아르헨티나     |
| 제럴드 C. 그로스           | 1960년 1월 1일   | 1965년 10월 29일 | 미국           |
| 마노하르 발라지 사르와테   | 1965년 10월 30일 | 1967년 2월 19일  | 인도           |
| 모하메드 에제딘 밀리       | 1967년 2월 20일  | 1982년 12월 31일 | 튀니지         |
| 리처드 E. 버틀러           | 1983년 1월 1일   | 1989년 10월 31일 | 오스트레일리아 |
| 페카 타르얀네              | 1989년 11월 1일  | 1999년 1월 31일  | 핀란드         |
| 우쓰미 요시오              | 1999년 2월 1일   | 2006년 12월 31일 | 일본           |
| 하마둔 투레                | 2007년 1월 1일   | 2014년 12월 31일 | 말리           |
| 자오 홀린                  | 2015년 1월 1일   | 2022년 12월 31일 | 중화인민공화국 |
| 도린 보그단-마틴           | 2023년 1월 1일   |                  | 미국           |

## 회원 자격

### 회원국

2019년 8월 기준 ITU 회원국

ITU의 5개 행정 지역

ITU 회원 자격은 모든 유엔 회원국에 개방되어 있다. 현재 ITU는 모든 유엔 회원국을 포함하여 194개 회원국을 보유하고 있다. 가장 최근에 ITU에 가입한 회원국은 2024년 9월 19일 회원국이 된 팔라우 공화국이다. 팔레스타인은 2010년 유엔 총회 옵서버로 승인되었다.
1971년 10월 25일 유엔 총회 결의 2758 (XXVI)에 따라 — 중화인민공화국을 "유엔에 대한 중국의 유일한 합법적 대표"로 인정하는 — 1972년 6월 16일 ITU 이사회는 결의안 제693호를 채택하여 "ITU에서 중화인민공화국의 모든 권리를 회복하고 그 정부 대표를 ITU에 대한 중국의 유일한 대표로 인정하기로 결정했다". 중화민국이 통제하는 대만 및 기타 영토에는 "대만, 중국"으로 분류된 국가 코드가 부여되었다.

### 부문 회원
194개 회원국 외에도 ITU에는 약 900개의 "부문 회원"이 포함되어 있다. 이들은 통신사, 장비 제조업체, 미디어 회사, 자금 지원 기관, 연구 개발 기관, 국제 및 지역 전기 통신 기관과 같은 민간 조직이다. 이 회원들은 투표권은 없지만, 연합의 결정에 영향을 미치는 역할을 할 수 있다.
부문 회원은 다음과 같이 나뉜다.
- 533개 부문 회원
- 207개 협력 기관
- 158개 학술 기관

### 행정 지역
ITU는 조직의 행정을 간소화하기 위해 5개의 행정 지역으로 나뉜다. 이 지역들은 또한 이사회에 공정한 배분을 보장하기 위해 사용되며, 좌석은 지역별로 할당된다. 이들은 다음과 같다.
- A 지역 – 아메리카 (35개 회원국)
- B 지역 – 서유럽 (33개 회원국)
- C 지역 – 동유럽 및 북아시아 (21개 회원국)
- D 지역 – 아프리카 (54개 회원국)
- E 지역 – 아시아 및 오스트랄라시아 (50개 회원국)

### 지역 사무소
ITU는 6개의 지역 사무소와 7개의 지역 사무소를 운영한다. 이 사무소들은 국가 당국, 지역 전기 통신 기관 및 기타 이해관계자와의 직접적인 접촉을 유지하는 데 도움을 준다. 이들은 다음과 같다.
- 아프리카 지역 사무소, 본부: 에티오피아 아디스아바바
  - 지역 사무소: 세네갈 다카르; 짐바브웨 하라레 및 카메룬 야운데
- 아메리카 지역 사무소, 본부: 브라질 브라질리아
  - 지역 사무소: 바베이도스 브리지타운; 칠레 산티아고 및 온두라스 테구시갈파
- 아랍 국가 지역 사무소, 본부: 이집트 카이로
- 아시아 태평양 지역 사무소, 본부: 태국 방콕
  - 지역 사무소: 인도네시아 자카르타
- 독립 국가 연합 지역 사무소, 본부: 러시아 모스크바
- 유럽 지역 사무소, 본부: 스위스 제네바

ITU와 관련된 다른 지역 조직은 다음과 같다.
- 아시아 태평양 방송 연합 (APT)
- 아랍 스펙트럼 관리 그룹 (ASMG)
- 아프리카 전기 통신 연합 (ATU)
- 카리브해 전기 통신 연합 (CTU)[66]
- 유럽우편전기통신주관청회의 (CEPT)
- 범미주 전기 통신 위원회 (CITEL)
- 지역 통신 연방 (RCC—구소련 공화국 대표)

## 정보 사회 세계 정상회의
정보 사회 세계 정상회의(WSIS)는 유네스코, 유엔 무역 개발 회의, 유엔 개발 계획과 함께 ITU가 소집한 회의로, 정보 격차를 해소하는 것을 목표로 했다. 2003년과 2005년에 각각 제네바와 튀니스에서 두 차례의 회의 형태로 개최되었다.

## 같이 보기
- ICANN
- 국제아마추어무선연맹
- 국제 인터넷 표준화 기구
- 인터넷 거버넌스 포럼
- 인터넷 협회
- ITU-R
- ITU-D
- ITU-T
- 분류:ITU-R 권고
- 분류:ITU-T 권고
- 인터넷 정책 위원회
- X.509